# Endre Steiner
Endre Steiner (* 27. Juni 1901 in Budapest; † 29. Dezember 1944 ebenda) war ein ungarischer Schachspieler. Er war der Bruder des ungarischen Meisterspielers Lajos Steiner und Cousin von Herman Steiner.
Bei seinem ersten Turnierauftritt – im Jahr 1921 in seiner Heimatstadt Budapest – wurde Steiner nur Vorletzter, besiegte aber den gleichaltrigen Niederländer Max Euwe, der 15 Jahre später Schachweltmeister werden sollte. Seine besten Resultate in Einzelturnieren erzielte Steiner mit dem dritten Platz beim Traditionsturnier in Hastings 1924/25 sowie dem zweiten Rang in Trentschin-Teplitz 1928, wobei er sich vor Meistern wie Sämisch, Spielmann, Grünfeld und Réti platzierte.
Seine größten Erfolge erzielte Endre Steiner mit der ungarischen Nationalmannschaft bei Schacholympiaden. Er nahm an fünf offiziellen Schacholympiaden (1927, 1928, 1930, 1931 und 1937) teil, dabei gewann er mit der Mannschaft zwei Gold- (1927 und 1928) und zwei Silbermedaillen (1930 und 1937). Bei seiner letzten Olympiade 1937 gewann er zudem eine Silbermedaille für seine individuelle Leistung an Brett drei: Er erzielte dort 14,5 Punkte aus 18 Partien (+12 =5 −1). Außerdem gewann er mit der Mannschaft die inoffiziellen Schacholympiaden 1926 und 1936 und erreichte 1924 in der Mannschaftswertung den zweiten Platz.
Steiner war das erste Opfer der Aljechin-Verteidigung, gegen ihn hat Alexander Aljechin mit Schwarz beim Internationalen Turnier in Budapest 1921 auf 1. e4 erstmals den Zug 1. … Sf6 gewählt und gewonnen.
Nach Berechnungen seiner historischen Elo-Zahl belegte Steiner mit 2644 den 16. Platz in der Welt (August 1939).
Während des Zweiten Weltkriegs wurde Steiner wegen seiner jüdischen Herkunft zum Arbeitsdienst eingezogen; dank der Hilfe einiger Freunde wurde er in einer Kaserne in Budapest stationiert. Nach weiteren Angaben Walter Arpad Foldeáks spielte er mit Kameraden „während eines Luftangriffs gerade Bridge, als er von den Splittern einer Bombe getötet wurde“.